# Списак српских композитора
Ово је списак људи који су по националности Срби а бавили су се или се баве компоновањем (композитор).
|  |  |  |  |  |  |  |  |  |  |  |  |  |  |  |  |  |  |  |  |  |  |  |  |  |  |  |  |  |  |

## А
- Теодор Андрејевић
- Славка Атанасијевић
- Драган Александрић
- Милан Алексић (композитор)
- Мирољуб Аранђеловић Расински

## Б
- Константин Бабић
- Момчило Бајагић
- Исидор Бајић
- Јован Бандур
- Станислав Бинички
- Драгутин Блажек
- Душан Богдановић (музичар)
- Светислав Божић
- Војкан Борисављевић
- Маја Боснић
- Љубомир Бошњаковић (1891- 1987)
- Горан Бреговић
- Александар Брујић
- Рудолф Бручи

## В
- Јелена Вранић
- Александра Вребалов
- Александар Вујић
- Тихомир Вујичић
- Предраг Вуковић Вукас
- Војислав Вучковић

|  |  |  |  |  |  |  |  |  |  |  |  |  |  |  |  |  |  |  |  |  |  |  |  |  |  |  |  |  |  |

## Г
- Александар Гавански
- Лука Гавриловић
- Миодраг Говедарица
- Димитрије Големовић
- Драгутин Гостушки
- Радослав Граић
- Дамаскин Грданички (Драгутин Грданички)
- Стјепко Гут

## Д
- Владо Данић
- Дејан Деспић (Београд, 11. мај 1930)
- Влада Дивљан
- Петар Димић
- Александар Дујин
- Бора Дугић

|  |  |  |  |  |  |  |  |  |  |  |  |  |  |  |  |  |  |  |  |  |  |  |  |  |  |  |  |  |  |

## Ђ
- Владимир Ђенадер
- Драгоје Ђенадер
- Владимир Ђорђевић (композитор)
- Наташа Ђурагић (Наташа Лазић Ђурагић)

|  |  |  |  |  |  |  |  |  |  |  |  |  |  |  |  |  |  |  |  |  |  |  |  |  |  |  |  |  |  |

## Е
- Зоран Ерић

## Ж
- Исидора Жебељан
- Мирјана Живковић
- Предраг Живковић Тозовац
- Небојша Јован Живковић

|  |  |  |  |  |  |  |  |  |  |  |  |  |  |  |  |  |  |  |  |  |  |  |  |  |  |  |  |  |  |

## З
- Ксенија Зечевић

## И
- Војислав Илић (композитор)
- Александар Сања Илић
- Боривоје Илић

## Ј
- Срђан Јаћимовић
- Вуле Јевтић
- Иван Јевтић (1947)
- Ђорђе Јанковић (композитор)
- Даворин Јенко
- Драган Јовашевић
- Енрико Јосиф

|  |  |  |  |  |  |  |  |  |  |  |  |  |  |  |  |  |  |  |  |  |  |  |  |  |  |  |  |  |  |

## К
- Јосип Калчић
- Александар Кобац
- Корнелије Ковач
- Лена Ковачевић
- Војин Комадина
- Марко Кон
- Петар Коњовић
- Александар Кораћ
- Војислав Воки Костић
- Благоје Кошанин
- Дарко Краљић
- Петар Крстић
- Марко Кузмановић
- Владан Кузмановић
- Вук Куленовић

|  |  |  |  |  |  |  |  |  |  |  |  |  |  |  |  |  |  |  |  |  |  |  |  |  |  |  |  |  |  |

## Л
- Михајло Лазаревић
- Кики Лесендрић
- Владимир Лешић
- Миховил Логар

## Љ
|  |  |  |  |  |  |  |  |  |  |  |  |  |  |  |  |  |  |  |  |  |  |  |  |  |  |  |  |  |  |

## М
- Душан Максимовић
- Рајко Максимовић
- Златко Манојловић
- Јосиф Маринковић
- Милорад Маринковић
- Љубица Марић (1909—2003)
- Ђорђе Марковић
- Југ Марковић
- Милан Марковина
- Коста Манојловић (Коста П. Манојловић)
- Љубица Марић
- Милоје Милојевић (композитор)
- Борко Милошевић
- Владо Милошевић
- Милан Михајловић
- Александар Митровић
- Драган Млађеновић
- Василије Мокрањац
- Стеван Стојановић Мокрањац
- Надежда Мосусова
- Зоран Мулић
- Соња Мутић

|  |  |  |  |  |  |  |  |  |  |  |  |  |  |  |  |  |  |  |  |  |  |  |  |  |  |  |  |  |  |

## Н
- Драгиша Недовић
- Војна Нешић
- Марко Нешић
- Светозар Нешић
- Данијела Николић

## О
- Ивана Огњановић
- Тихомир Остојић
- Петар Озгијан

|  |  |  |  |  |  |  |  |  |  |  |  |  |  |  |  |  |  |  |  |  |  |  |  |  |  |  |  |  |  |

## П
- Мирко Павловић
- Ненад Павловић
- Милован Панчић
- Кристина Парезановић
- Јован Пачу
- Светолик Пашћан (Светолик Пашћан-Којанов)
- Властимир Перичић
- Тамара Петијевић
- Милорад Петровић
- Милош Петровић
- Радомир Петровић
- Тихомир Петровић (композитор)
- Срђан Покорни
- Душан Покрајчић
- Александар-Шандор Поповић
- Бранка Поповић
- Милутин Поповић Захар
- Братислав Прокић

|  |  |  |  |  |  |  |  |  |  |  |  |  |  |  |  |  |  |  |  |  |  |  |  |  |  |  |  |  |  |

## Р
- Душан Радић
- Немања Радивојевић
- Владан Радовановић
- Александра Радовић
- Милош Раичковић
- Милутин Ружић
- Јосиф Руњанин

|  |  |  |  |  |  |  |  |  |  |  |  |  |  |  |  |  |  |  |  |  |  |  |  |  |  |  |  |  |  |

## С
- Војислав Симић
- Зоран Симјановић
- Александар Спасић
- Илија Спасојевић
- Исаија Србин
- Стефан Србин
- Никола Србин
- Јоаким Србин
- Корнелије Станковић
- Властимир Станисављевић
- Петар Стајић
- Ана Станић
- Ивана Стефановић
- Петар Стојановић
- Миња Субота

|  |  |  |  |  |  |  |  |  |  |  |  |  |  |  |  |  |  |  |  |  |  |  |  |  |  |  |  |  |  |

## Т
- Марко Тајчевић
- Миљан Танић
- Петар Танасијевић
- Јелена Тонић
- Мита Топаловић
- Роберт Толингер
- Владимир Тошић
- Јован Травањ
- Властимир Трајковић
- Душан Трбојевић
- Нада Тубић

## У
|  |  |  |  |  |  |  |  |  |  |  |  |  |  |  |  |  |  |  |  |  |  |  |  |  |  |  |  |  |  |

## Ф
- Лудмила Фрајт
- Милован Филиповић

## Х
- Никола Херцигоња
- Стеван Христић
- Зоран Христић
- Срђан Хофман

|  |  |  |  |  |  |  |  |  |  |  |  |  |  |  |  |  |  |  |  |  |  |  |  |  |  |  |  |  |  |

## Ц
- Миливоје Црвчанин

## Ч
- Бранко Ченејац
- Драгутин Чолић

## Ш
- Стеван Шијачки
- Мирко Шоуц
- Мирослав Штаткић